# Mersim (província)
Mersim (em turco: Mersin), antigamente chamada İçel, é uma província e  área metropolitana do sul da Turquia, situada na região do Mediterrâneo, com capital na cidade homónima. Tem 16 010 km² de área e em dezembro de 2021 tinha 1 891 145 habitantes (densidade: 118,1 hab./km²).
1. ↑  Trecho baseado no artigo «Mersin Province» na Wikipédia em inglês (acessado nesta versão).

1. 1 2  «Áreas de províncias e distritos» (XLS). www.harita.gov.tr (em turco). Direção Geral de Cartografia. Ministério da Defesa da Turquia. 2014. Cópia arquivada em 19 de janeiro de 2025
2. 1 2  «31 Aralik 2021 Tarİhlİ adrese dayali nüfus kayit sıstemı (ADNKS) sonuçlari beledıye nüfuslari» [Resultados do sistema de registo da população baseado em endereços (ADNKS) datado de 31 de dezembro de 2021. Populações de distritos] (XLS) (em turco). Instituto de Estatística da Turquia. www.tuik.gov.tr. Consultado em 8 de janeiro de 2025. Cópia arquivada em 18 de novembro de 2024
3. ↑  Correia, Paulo (Outono de 2022). «Turquia — apontamentos para ficha de país» (PDF). a folha — Boletim da língua portuguesa nas instituições europeias. Consultado em 2 de fevereiro de 2023